# Gourin
Gourin é uma comuna francesa na região administrativa da Bretanha, no departamento Morbihan. Estende-se por uma área de 75,14 km². Em 2010 a comuna tinha 3 944 habitantes (densidade: 52,5 hab./km²).

## Geminações
- Rush, Irlanda